# Dimpna d'Irlanda
Dimpna, verge i màrtir, era filla d'un rei pagà d'Irlanda i de la seva esposa cristiana, en el segle vii. Va ser assassinada pel seu propi pare. La història de Santa Dimpna es va registrar per primera vegada al segle xiii per un canonge de l'església de St. Aubert de Cambrai, per encàrrec del bisbe de Cambrai, Guy I. L'autor declara expressament que basa els seus escrits en una llarga tradició oral i una història convincent de miracles i guaricions inexplicables de malalts mentals. L'Esgl̟ésia catòlica celebrava la seva festivitat el 15 de maig; actualment, però, s'ha traslladat al 30 de maig.

## La vida i la mort
Santa Dimpna va néixer a Irlanda al segle VII. El seu pare era el rei Damon d'Oriel, de religió pagana; sa mare, però, era una devota cristiana. Quan Dimpna tenia 14 anys, la seva mare va morir i això va provocar trastorns mentals a Damon. Quan aquest, per fi, va decidir tornar-se a casar, va intentar trobar una dona que fos semblant a la seva difunta esposa, però en no trobar-la va començar a desitjar la seva filla per la seva gran semblança física amb la difunta reina.
En adonar-se de les intencions del seu pare, amb 15 anys Dimpna va fugir de la cort acompanyada pel seu confessor, Gerebernus, i dos serfs de confiança, cap a Bèlgica. Es van instal·lar als boscos de Kempen i van viure com ermitans, tenint cura dels pobres i dels necessitats.
El rei els va trobar a la capella de Sant Martí, va fer matar Gerebernus i va intentar que ella tornés amb ell cap a Irlanda. Furiós davant la negativa de la seva filla, Damon va treure la seva espasa i la va colpejar al cap, i la matà a l'acte.
Després de la mort de Dimpna i Gerebernus, els residents de Geel els van enterrar en una cova propera. Anys més tard, van decidir traslladar les restes a un lloc més adequat. Segons la tradició, els obrers van trobar dos sarcòfags de pedra, un d'ells amb la inscripció "Dympna". Les restes de santa Dimpna es van col·locar en un reliquiari de plata a l'església de Geel. Les restes mortals de sant Gerebernus van ser traslladades a Xanten, Alemanya.
A l'any 1286, es va construir al costat de la capella una casa per a hostajar el creixent nombre de pelegrins, i després una institució mental, encara activa. La construcció del seu santuari va finalitzar l'any 1749.

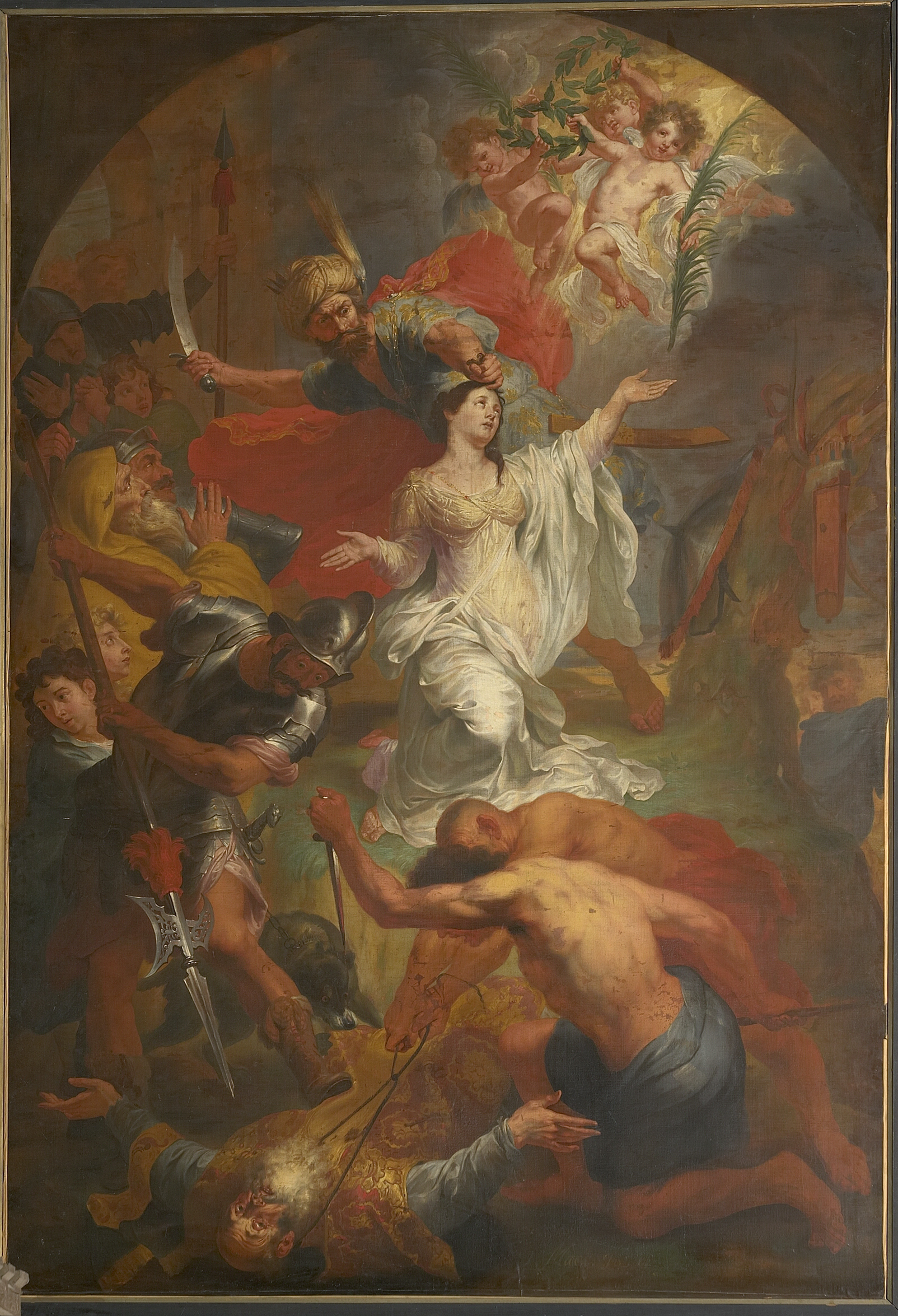
Martiri de santa Dimpna i sant Gerebernus

## Pregària a santa Dimpna
Pregàriaː Escolta'ns, oh, Déu, nostre Salvador, en honorar santa Dimpna, patrona dels malalts amb malaltia mental i emocional. Ajuda'ns a ser inspirats i confortats per la seva ajuda misericordiosa. Amén.